# Saint-Rémy-la-Varenne
Pour les articles homonymes, voir Varenne et Saint-Rémy.
Saint-Rémy-la-Varenne est une ancienne commune française située dans le département de Maine-et-Loire, en région Pays de la Loire, devenue le 15 décembre 2016 une commune déléguée au sein de la commune nouvelle de Brissac Loire Aubance.

## Géographie
Commune du Nord Saumurois, Saint-Rémy-la-Varenne est un petit village d’Anjou situé sur la rive gauche de la Loire, qui se trouve à l'est de Blaison-Saint-Sulpice, sur les routes D 21, Chemellier, et D 132, Blaison-Saint-Sulpice / Gennes-Val-de-Loire.

## Toponymie et héraldique

### Toponymie
Durant la Révolution, la commune porte le nom de Varennes-sur-Loire.
Ses habitants sont appelés les Rémigeois,.

### Héraldique
| Saint-Rémy-la-Varenne | De sable au chevron d'argent accompagné de trois fleurs de lis d'or. |

## Histoire
En 1343, le sel devient un monopole d'État par une ordonnance du roi Philippe VI de Valois, qui institue la gabelle, la taxe sur le sel. L'Anjou fait partie des pays de "grande gabelle" et comprend seize tribunaux spéciaux ou "greniers à sel", dont celui de Saint-Rémy-la-Varenne.
Un projet de regroupement se dessine au milieu des années 2010. Il est entériné par les conseils municipaux en juin 2016 et intervient en décembre, donnant naissance à Brissac Loire Aubance. Saint-Rémy-la-Varenne devient alors une commune déléguée,.

## Politique et administration

### Administration municipale

#### Administration actuelle
Depuis le 15 décembre 2016 Saint-Rémy-la-Varenne constitue une commune déléguée au sein de la commune nouvelle de Brissac Loire Aubance et dispose d'un maire délégué.
| Période                                  | Période  | Identité          | Étiquette | Qualité |
| ---------------------------------------- | -------- | ----------------- | --------- | ------- |
| 15 décembre 2016                         | mai 2020 | Éveline Faribault |           |         |
| mai 2020                                 | en cours | Isabelle Bouju    |           |         |
| Les données manquantes sont à compléter. |          |                   |           |         |

#### Administration ancienne
| Période                                  | Période       | Identité                      | Étiquette | Qualité |
| ---------------------------------------- | ------------- | ----------------------------- | --------- | ------- |
| 29 octobre 1828                          | 10 août 1871  | Jacques-René-Marie de Buzelet |           |         |
| mars 2001                                | mars 2014     | Michel Leray                  |           |         |
| mars 2014                                | décembre 2016 | Éveline Faribault             |           |         |
| Les données manquantes sont à compléter. |               |                               |           |         |

### Ancienne situation administrative
La commune est membre de la communauté de communes Loire Aubance jusqu'en 2016, elle-même membre du syndicat mixte Pays Loire-Angers. La communauté de communes disparait le 1er janvier 2017 au profit de la nouvelle communauté de communes Loire Layon Aubance. La commune de Brissac Loire Aubance devient membre de cette nouvelle intercommunalité.
Jusqu'en 2014, la commune fait partie du canton des Ponts-de-Cé et de l'arrondissement d'Angers. Un nouveau découpage territorial pour le département de Maine-et-Loire est défini par le décret du 26 février 2014. La commune reste attachée au canton des Ponts-de-Cé, avec une entrée en vigueur au renouvellement des assemblées départementales de 2015.

## Population et société

### Évolution démographique
L'évolution du nombre d'habitants est connue à travers les recensements de la population effectués dans la commune depuis 1793. À partir du 1er janvier 2009, les populations légales des communes sont publiées annuellement dans le cadre d'un recensement qui repose désormais sur une collecte d'information annuelle, concernant successivement tous les territoires communaux au cours d'une période de cinq ans. 
Pour les communes de moins de 10 000 habitants, une enquête de recensement portant sur toute la population est réalisée tous les cinq ans, les populations légales des années intermédiaires étant quant à elles estimées par interpolation ou extrapolation. Pour la commune, le premier recensement exhaustif entrant dans le cadre du nouveau dispositif a été réalisé en 2005,.
En 2014, la commune comptait 975 habitants, en évolution de −1,22 % par rapport à 2009 (Maine-et-Loire : +3,3 %, France hors Mayotte : +2,49 %).
| 1793 | 1800 | 1806 | 1821 | 1831  | 1836  | 1841  | 1846  | 1851  |
| ---- | ---- | ---- | ---- | ----- | ----- | ----- | ----- | ----- |
| 850  | 914  | 838  | 870  | 1 089 | 1 100 | 1 072 | 1 061 | 1 099 |

| 1856  | 1861 | 1866 | 1872 | 1876 | 1881 | 1886 | 1891 | 1896 |
| ----- | ---- | ---- | ---- | ---- | ---- | ---- | ---- | ---- |
| 1 030 | 985  | 948  | 918  | 915  | 900  | 927  | 927  | 870  |

| 1901 | 1906 | 1911 | 1921 | 1926 | 1931 | 1936 | 1946 | 1954 |
| ---- | ---- | ---- | ---- | ---- | ---- | ---- | ---- | ---- |
| 872  | 857  | 813  | 706  | 704  | 697  | 730  | 671  | 711  |

| 1962 | 1968 | 1975 | 1982 | 1990 | 1999 | 2005 | 2010 | 2014 |
| ---- | ---- | ---- | ---- | ---- | ---- | ---- | ---- | ---- |
| 672  | 614  | 600  | 754  | 727  | 844  | 977  | 976  | 975  |

### Pyramide des âges
La population de la commune est relativement jeune. Le taux de personnes d'un âge supérieur à 60 ans (21 %) est en effet inférieur au taux national (21,8 %) et au taux départemental (21,4 %).
Contrairement aux répartitions nationale et départementale, la population masculine de la commune est supérieure à la population féminine (51 % contre 48,7 % au niveau national et 48,9 % au niveau départemental).
La répartition de la population de la commune par tranches d'âge est, en 2008, la suivante :
- 51 % d’hommes (0 à 14 ans = 23,3 %, 15 à 29 ans = 13,9 %, 30 à 44 ans = 22,8 %, 45 à 59 ans = 20,3 %, plus de 60 ans = 19,7 %) ;
- 49 % de femmes (0 à 14 ans = 19,6 %, 15 à 29 ans = 14 %, 30 à 44 ans = 22,7 %, 45 à 59 ans = 21,3 %, plus de 60 ans = 22,3 %).

| Hommes | Classe d’âge | Femmes |
| ------ | ------------ | ------ |
| 0,0    | 90 ans ou +  | 0,8    |
| 5,4    | 75 à 89 ans  | 7,1    |
| 14,3   | 60 à 74 ans  | 14,4   |
| 20,3   | 45 à 59 ans  | 21,3   |
| 22,8   | 30 à 44 ans  | 22,7   |
| 13,9   | 15 à 29 ans  | 14,0   |
| 23,3   | 0 à 14 ans   | 19,6   |

| Hommes | Classe d’âge | Femmes |
| ------ | ------------ | ------ |
| 0,4    | 90 ans ou +  | 1,1    |
| 6,3    | 75 à 89 ans  | 9,5    |
| 12,1   | 60 à 74 ans  | 13,1   |
| 20,0   | 45 à 59 ans  | 19,4   |
| 20,3   | 30 à 44 ans  | 19,3   |
| 20,2   | 15 à 29 ans  | 18,9   |
| 20,7   | 0 à 14 ans   | 18,7   |

## Économie
Sur 59 établissements présents sur la commune à fin 2010, 25 % relevaient du secteur de l'agriculture (pour une moyenne de 17 % sur le département), 5 % du secteur de l'industrie, 2 % du secteur de la construction, 54 % de celui du commerce et des services et 14 % du secteur de l'administration et de la santé.

## Lieux et monuments
- Chapelle Saint-Jean ;
- Pierre Couverte de la Bajoulière : dolmen classé au titre des monuments historiques en 1936[21].
- Église Saint-Rémy des XIe, XIIe et XIIIe siècles[22] ;
- Lavoirs de Beauregard et de Fontaine[23] ;
- Manoir de Chauvigné, du XIVe au XVIIe siècle[24] ;
- Moulin de Bourgdion ;
- Prieuré, ensemble prieural Renaissance (prieuré bénédictin construit au XIIIe siècle).